# Angerona siberica
Angerona siberica là một loài bướm đêm trong họ Geometridae.